# Queluz (São Paulo)
Pour les articles homonymes, voir Queluz.
Queluz est une municipalité de l'État de São Paulo au Brésil.
Sa population était estimée à 11 197 habitants en 2009, elle s'étend sur 249,408 km2.
Elle fait partie de la Microrégion de Guaratinguetá dans la Mésorégion de Vallée du Paraíba Paulista.

## Maires
| Période | Période | Identité         | Étiquette | Qualité |
| ------- | ------- | ---------------- | --------- | ------- |
| 2009    | 2012    | José Celso Bueno | PSDB      |         |